# 3T

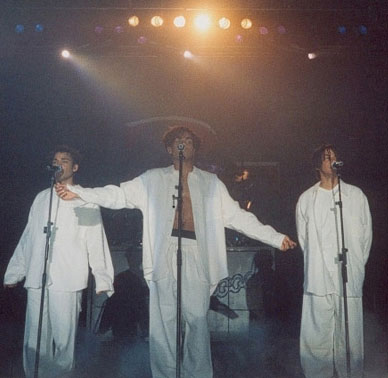

3T es un grupo de música R&B con los tres hijos de Tito Jackson (de The Jackson 5) y Delores "Dee Dee" Jackson. Los miembros de la banda incluyen, de mayor, Toriano Adaryll Jackson, Jr. (también conocido como Taj), Taryll Adren Jackson y Tito Joe Jackson (también conocido como TJ).

## Carrera
3T lanzó su álbum debut "Brotherhood" (la Hermandad) en 1995. El álbum vendió alrededor de tres millones de copias en todo el mundo. El grupo obtuvo un gran éxito internacional con su single debut "Anything" y lanzó varios sencillos en Europa, "24 / 7", " Why? " (a dúo con su tío Michael Jackson), "I Need You" (con una breve interpretación vocal por parte de Michael Jackson), "Tease Me" y "Gotta Be You."
En 1996 ocupó el segundo lugar en la lista de ventas por grupo en Europa, detrás de las Spice Girls. 3T también han escrito y producido canciones para bandas sonoras de películas como "The Jacksons: An American Dream", "Liberad a Willy", "Liberad a Willy 2", "Hombres de Negro" y "Trippin".
Después de firmar con el sello francés TF1/NRJ en 2003, 3T continuó actuando en Francia, Países Bajos y Bélgica. En el 2004, el grupo fichó por el sello holandés Digidance para todas sus actuaciones, presentaciones y lanzamientos en aquel país. El 23 de marzo de 2004 se puso a la venta el álbum titulado "Identidad"; de él se extrajeron dos singles: "Stuck On You" (una versión de una canción de Lionel Richie) que fue lanzado en el 2003 en Francia y Bélgica y en el 2004 en los Países Bajos y "Sex Appeal" que se lanzó en el 2004. No se lanzó ningún single fuera del mercado europeo. En el 2008, el grupo puso "Identity" disponible para su venta mundial a través de los servicios de iTunes y Amazon.com
En el 2007 los hermanos hicieron una aparición en la serie para la televisión británica, "This is David Gest" en el que se les veía grabando el tema musical "Crazy Kinda Guy". Este show televisivo empezó a emitirse el 22 de abril de 2017
. 3T aparecen en el episodio donde Guest muestra a las cámaras una rara visión de la casa de la familia Jackson en Encino, Cali; allí se encuentra con Tito, 3T y también con la matriarca de la familia, Katherine Jakson; posteriormente volverían a aparecer en otro episodio grabando un tema sexual.

## Discografía
Discos
1995: Brotherhood
2004: Identity
Canciones
1995: "Anything"
1995: "24 / 7" (# 11 Reino Unido)
1996: "Tease Me" (# 103 EE.UU.)
1996: " Why? " (con Michael Jackson) (# 2 UK, # 112 EE.UU.)
1996: "I Need You" (con Michael Jackson) (# 3 UK)
1996: "Gotta Be You" (# 10 Reino Unido)
1997: "ETERNAL FLAME"por Tomoya con 3T (# 12 Japón)
2003: "Stuck on You" (# 14 Reino Unido) (# 3 NL)
2004: "Sex Appeal"
2005: "If You Leave Me Now" (T-Rio con 3T)
Otros
1993: "Didn't Mean To Hurt You" (banda sonora de la Liberen a Willy)
1995: "What Will It Take" (banda sonora de Liberen a Willy 2)
1997: "Waiting for Love" (banda sonora de Los hombres de Negro)
1999: "Thinkin '" (aparece en la banda sonora de la Trippin')

## Vida personal
Taj con Thayana Sco Jackson tienen una hija
- Taylor Aurora Sco Jackson, nacida el 21 de noviembre de 2018.

Taryll tiene dos hijos con su pareja Breana Cabral
- Bryce Connor Jackson, nacido el 20 de febrero de 2008.
- Adren Michael Jackson, nacido el 17 de febrero de 2011.

TJ junto a su esposa Frances Casey tienen cuatro hijos
- Royal Tito Joseph Jackson, más conocido como Ro Ro, nacido el 23 de octubre de 1999.
- Delores Dior Jackson, más conocida como Dee Dee, nacida el 20 de marzo de 2008.
- Dallas Jordan Michael Jackson, más conocida como Jo Jo, nacida el 30 de noviembre de 2010.
- Rio Tito Joe Jackson, nacido el 10 de marzo de 2015.